# Boerewors

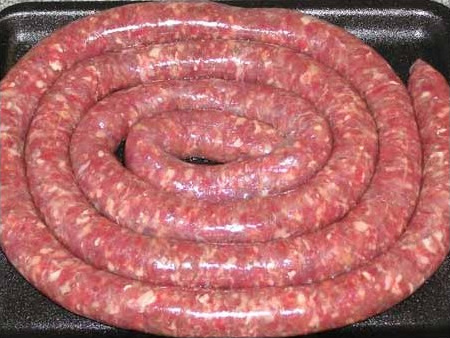
Een rol rauwe "boerewors".

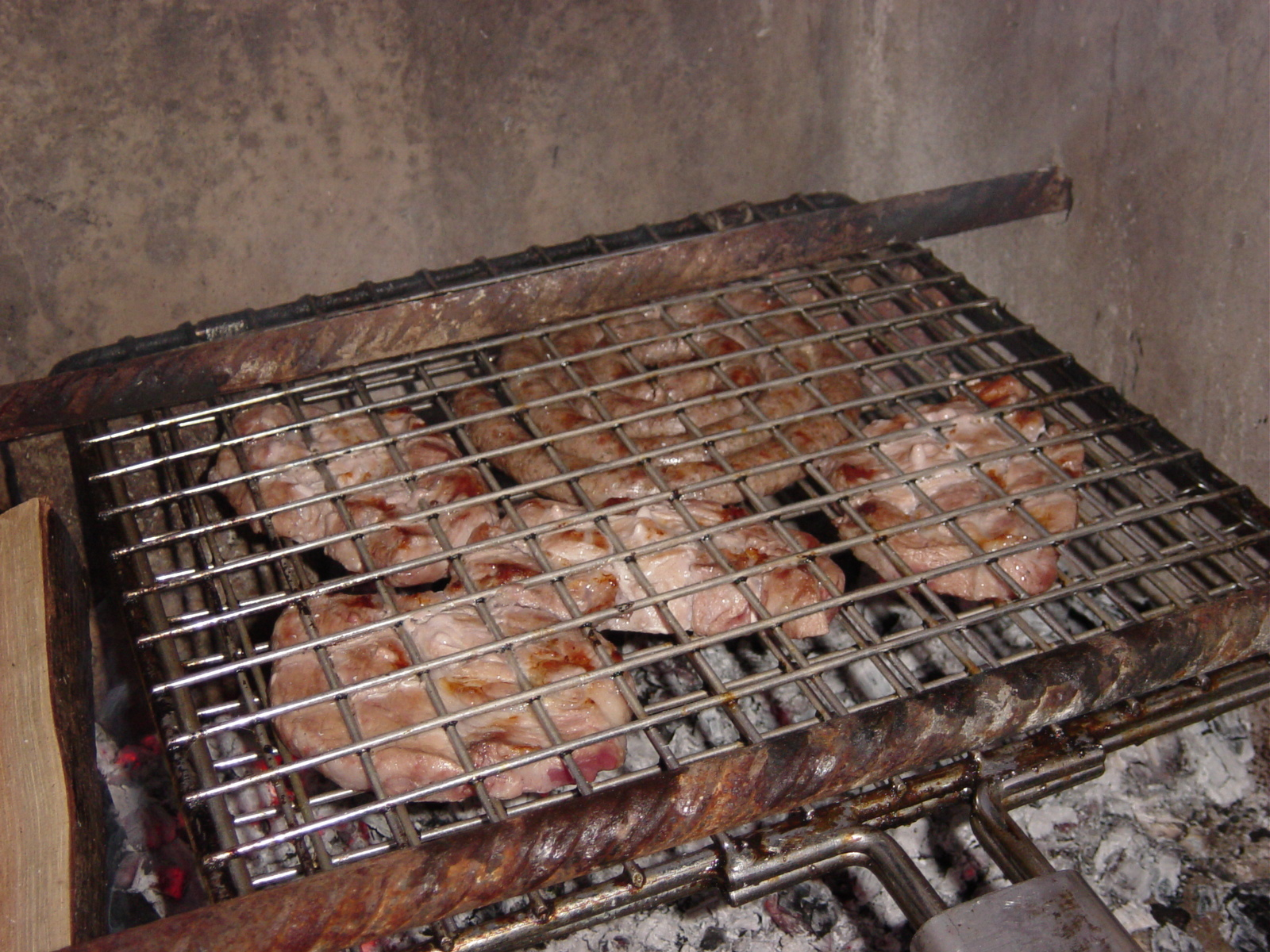
Een braairooster met "boerewors" en varkensvlees.

Boerewors is een gekruid Zuid-Afrikaans type worst dat meestal opgekruld verkocht wordt. Het recept zou gebaseerd zijn op de worsten zoals die door de Nederlandse kolonisten werd gegeten.
Boerewors bestaat uit grof gemalen rundergehakt en vet dat met kruiden (koriander, peper, nootmuskaat en zout) gemengd wordt en in een doorlopende darm wordt gestopt, klaar voor frituren of bakken. Oorspronkelijk werden schaapsdarmen gebruikt voor het omhulsel maar tegenwoordig wordt voornamelijk kunstmatige darm (collageen) gebruikt .
Het is erg populair onder de Afrikaanse bevolking bij hun "braais".